# Арык

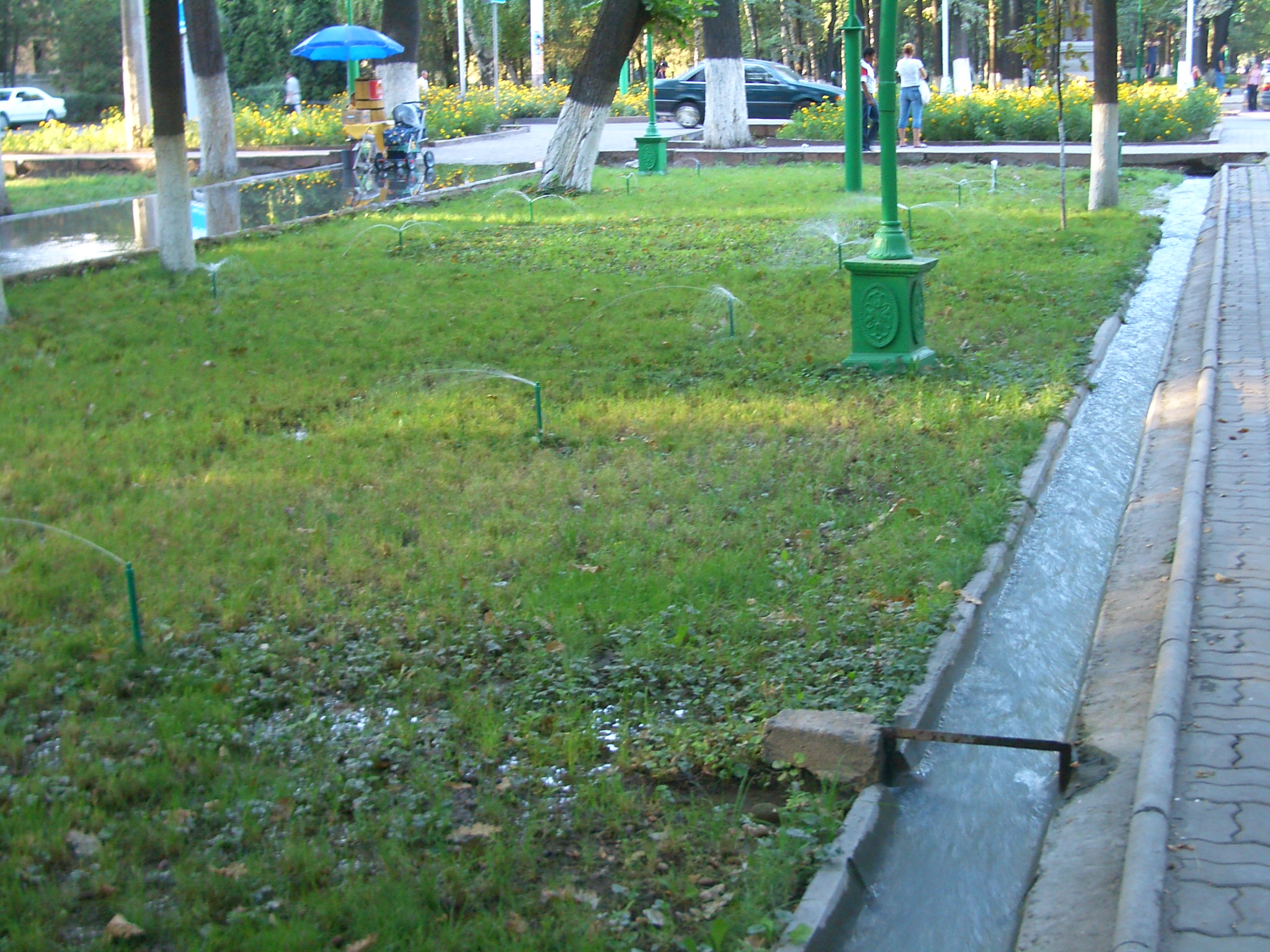
Небольшие арыки используются для орошения городской растительности в Бишкеке

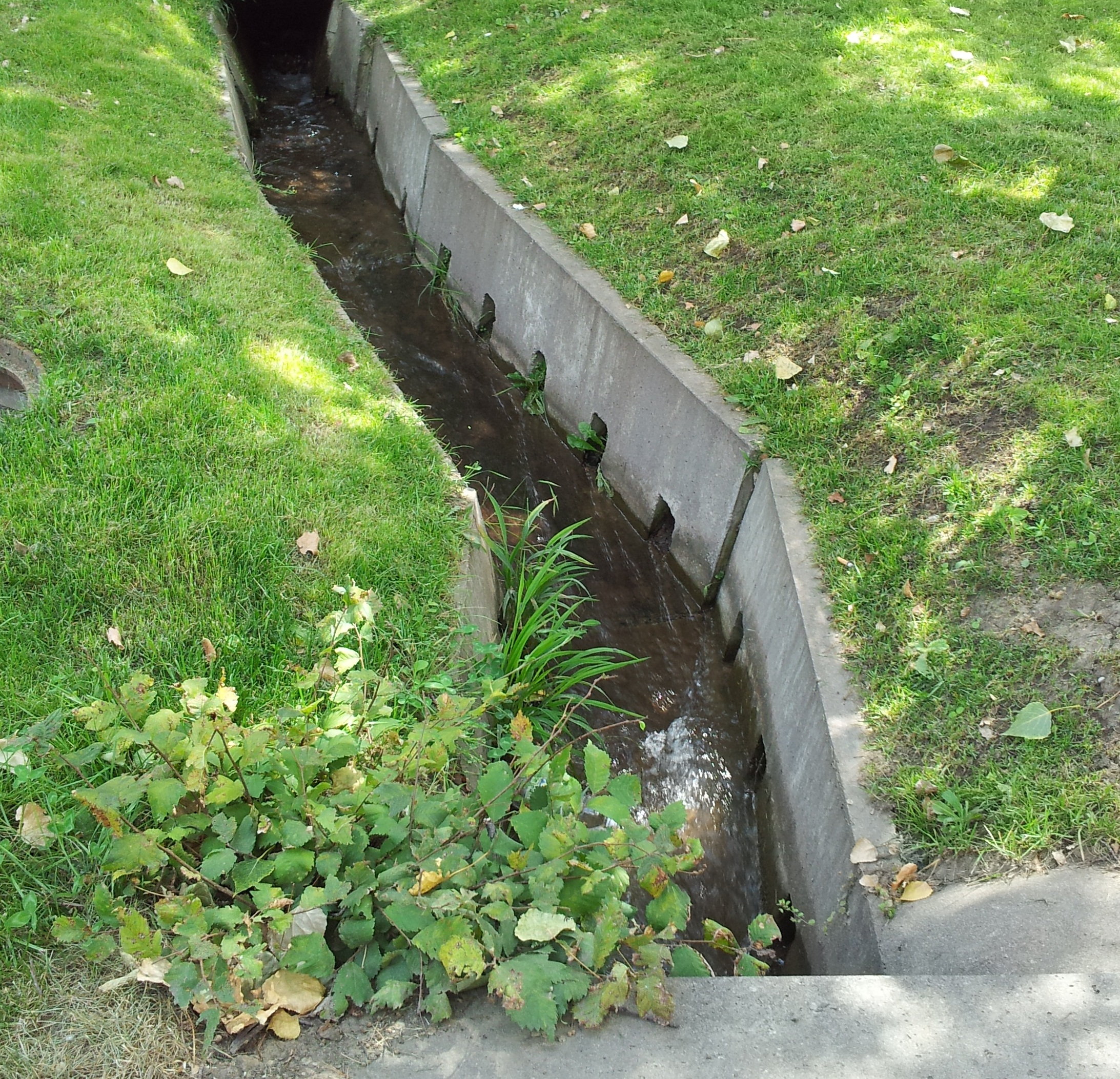
Арыки для орошения городских зеленых насаждений и поглощения/водоотведения осадочных вод в Алматы

Ары́к (азерб. arx; каз. арық; каракалп. ariq; кирг. арык; тадж. ариқ / ҷӯй; узб. ariq) — гидротехническое сооружение в виде небольшого оросительного канала преимущественно в Центральной Азии, а также в некоторых других регионах.

## Описание и применение

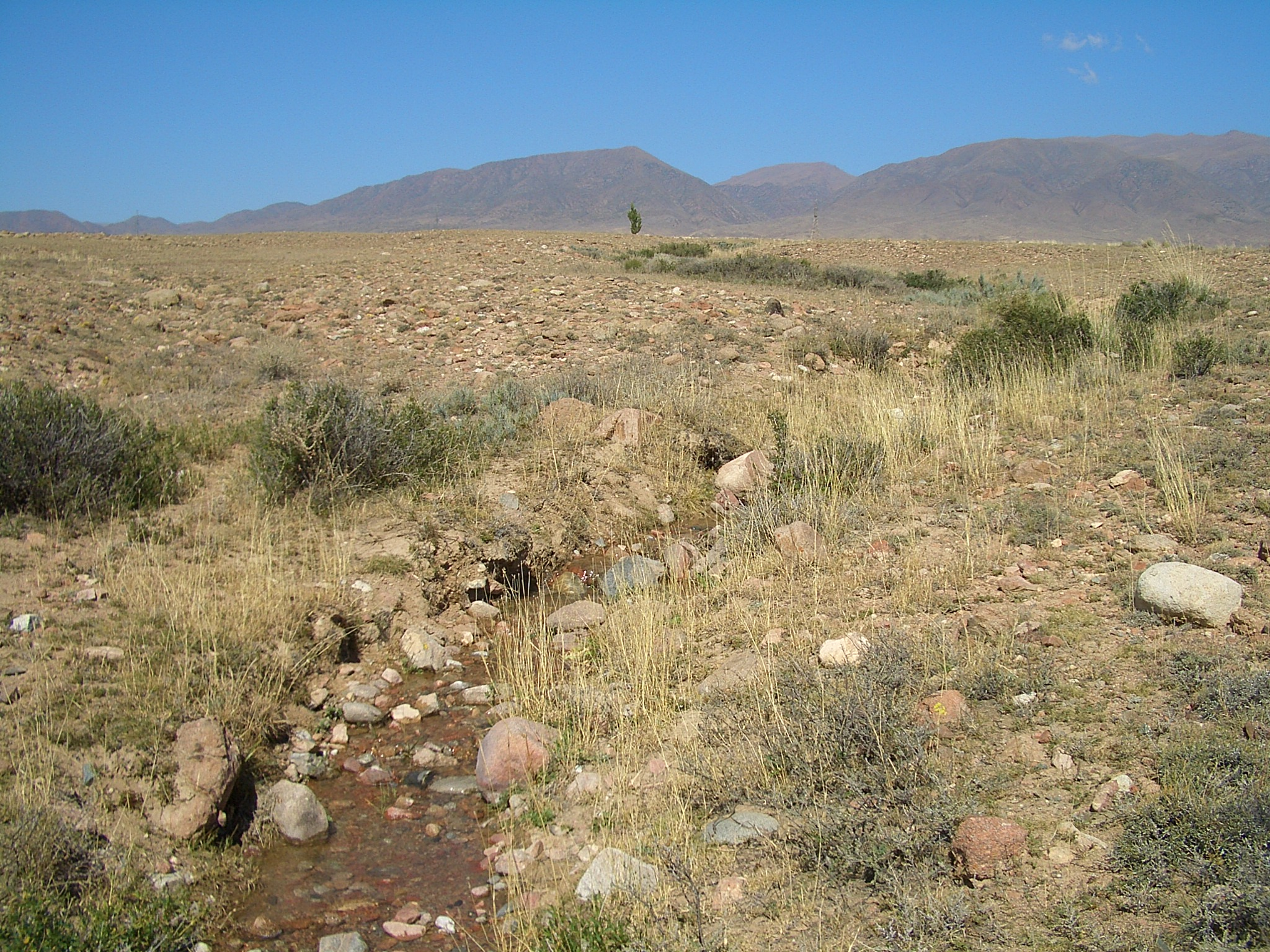
В селе Тамчы Иссык-Кульской области арыком называют ручей, направленный по новому руслу, приносящий воду с гор в село

Арыки используют в районах, имеющих сухой климат, где земледелие без орошения практически невозможно. Арыки часто строятся в пределах населённых пунктов для орошения деревьев в летние периоды, когда количество осадков минимально. Арыки используются с глубокой древности и насчитывают порядка 3000 лет истории.
Арыками также называют небольшие протоки, которые отводят воду от реки или сая (небольшой речки, стекающей с гор), канавы, прорытые на полях для полива растений, а иногда и старые каналы. Большие арыки и каналы также называют анхорами (узб. анҳор).
Государства и местные власти центральноазиатских стран поддерживают строительство арыков и следят за сохранностью самих сооружений и воды в них. Для контроля за арыками в городах и сёлах назначают «арычных старейшин». В их роли обычно выступают старосты кишлаков, мирабы и городские и сельские общины.
Арыки важны именно для тех регионов, где засуха и жара ощущаются очень сильно. Арык даёт воду для полива растений и создаёт свой биогеоценоз с растениями и животными, стремящимися к воде. Также арык даёт и воду для питья, особенно в тех районах где нет водопроводов, и создаёт оазис и несёт прохладу, которая так желанна в жарком климате.
В городах и сёлах арыки также выполняют функции полива уличных деревьев, ливневой канализации.

## Топонимика
Многие топонимы в Центральной Азии содержат слово «арык»: Акарык — в переводе означает «белый арык», Алтыарык — «шесть арыков», Бешарык — «пять арыков», Кум-Арык — «песчаный арык», Джаны-Арык — «новый арык», Чон-Арык — «большой арык», Орто-Арык — «средний арык», Таш-Арык — «каменный арык», Джель-Арык — «прохладный арык», Жылан-Арык — «змеиный арык», Чолок-Арык — «хромой арык», Джон-Арык — «широкий арык», Ден-Арык — «арык текущий с холмов», Кайырма-Арык — «поворот арыка».
Многие каналы также содержат в своих названиях слово арык: Янгиарык в Хорезме, Захарык Ташкенте, Полвонарык вблизи Самарканда.